# Colegio San Javier (Cincinnati)

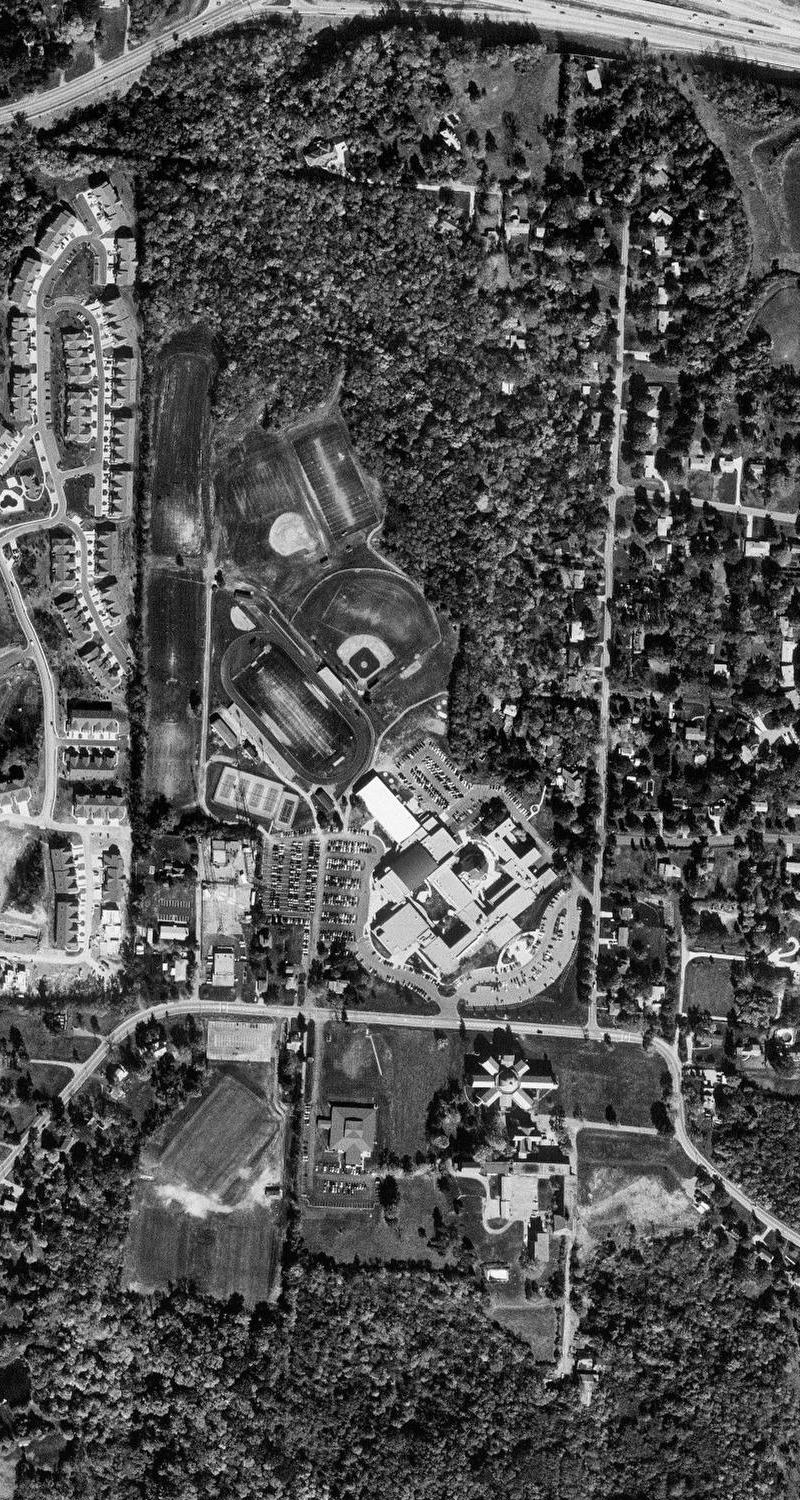
El campo de la escuela en 2000, antes de la construcción del Campo del Sur y el teatro nuevo.

El Colegio San Javier (en inglés, Saint Xavier High School, pronunciado [ˈzeɪvjɚ], abreviado St. X) es un high school preparatorio privado masculino en Finneytown, un lugar designado por el censo (CDP) justo en las afueras de Cincinnati, Ohio, Estados Unidos. Fundado en 1831, San Javier es la escuela secundaria más antigua de Cincinnati y una de los más antiguas del país, antecediendo a muchas universidades. La provincia Chicago de la Compañía de Jesús administra la escuela independiente del Arquidiócesis de Cincinnati. Es uno de cuatro colegios católicos para hombres en la ciudad. A partir de 2006, tiene más de 1.500 estudiantes matriculados, por lo que es el colegio privado más grande de Ohio. El campo de San Javier tiene 44,5 hectáreas (110 acre).

## Historia

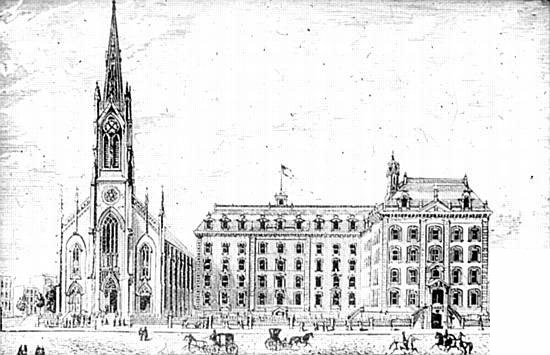
El Colegio San Javier en su inicio, con la Iglesia de San Francisco Javier a su lado.

San Javier estaba en una división de la Universidad Xavier. Las dos escuelas son predecesoras del Ateneo de Ohio en la intersección de las calles Seventh Street y Sycamore Street en el centro de Cincinnati. El instituto, que incluyó un seminario y colegio de laicos, fue fundada por el primer obispo de Cincinnati, el Rev. Edward D. Fenwick, O.P., el 17 de octubre de 1831. Sólo una semana después, el primer high school público en la ciudad, el Colegio Woodward, abrió sus puertas.
En 1840, la Compañía de Jesús comenzó a funcionar el colegio de laicos del Ateneo y cambia su nombre a St. Xavier College, en honor de San Francisco Javier. La Congregación de la Misión (los vicencianos) comenzó a funcionar el seminario en 1841, y el estado lo concede una carta el año después. El Colegio San Javier inicialmente ofreció un programa de seis años, basada en el Colegio Jesuite en Mesina (Italia) pero después cambió a un programa de ocho años, por el estilo americano, y añade una escuela primaria gratis. Algunos estudiantes tomaron las clases de mecanografía cerca en la Escuela Comercial de San Javier. En 1844, la división primaria abrió un internado en Walnut Hills pero tenía que cerrarlo dos años después y regresar al centro de la ciudad. En 1854, "la caída de matrícula, la amenaza de quiebra, y el cólera" trajeron las propuestas de cerrar San Javier.

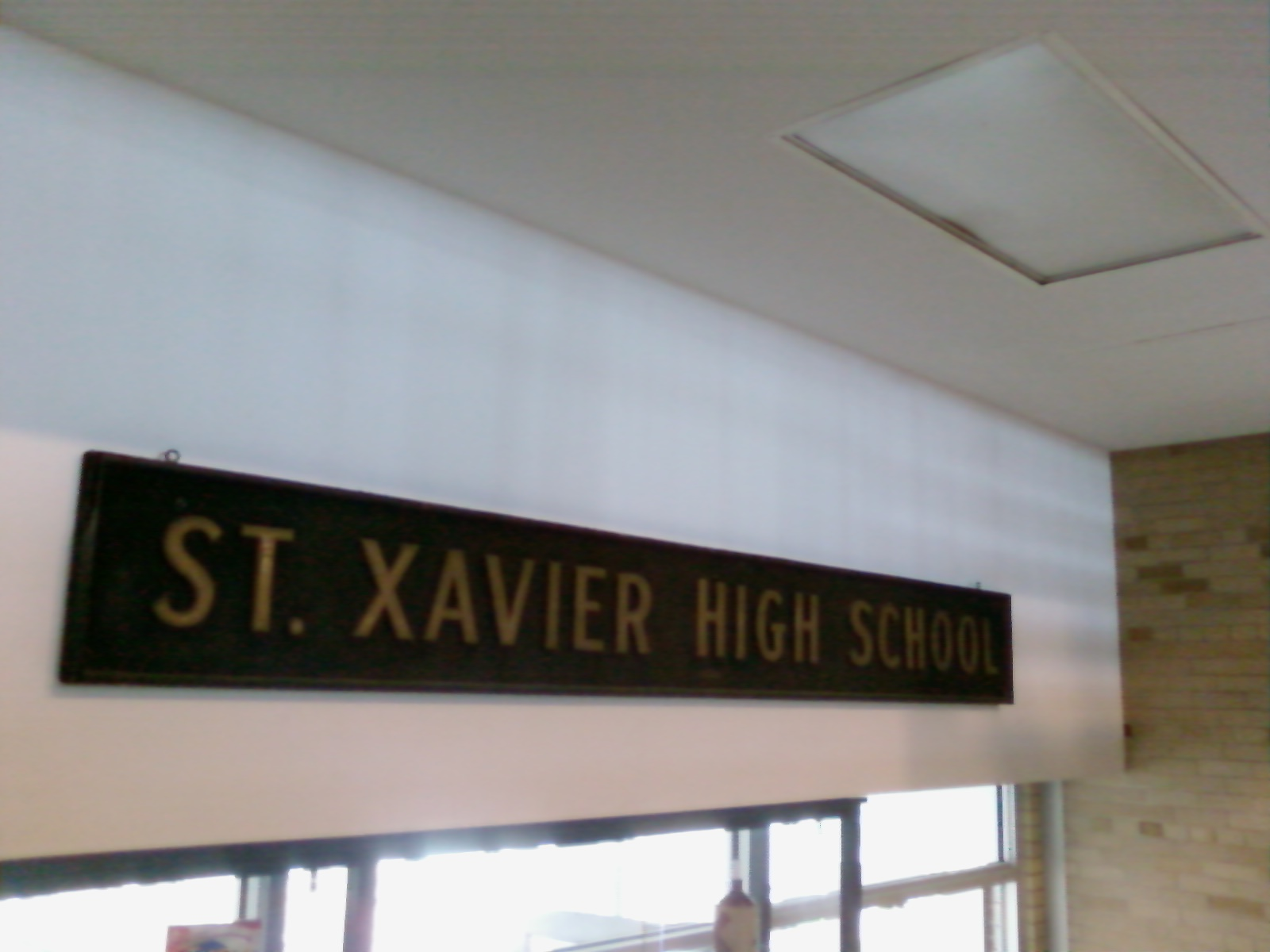
La señal de entrada anterior ahora se suspende en la escalera principal.

El Colegio San Javier se separó oficialmente de la Universidad Xavier en 1919 y financieramente en 1934. El padre Aloysius J. Diersen, S.J., sirvió como el primer presidente del colegio. La escuela comenzó a trasladarse desde su ubicación original en el centro de Cincinnati en abril de 1955, cuando su presidente, el padre John J. Benson, S.J., compró una parcela de 24,6 hectáreas (61 acre) en Finneytown. En septiembre de 1960, el Colegio San Javier se trasladó a su nueva construcción en una área no incorporada de Springfield Township, en el Condado de Hamilton. En ese momento, las instalaciones, que costaron más de 4 millones de dólares, se apodaron el "Hilton de Finneytown". Después, el edificio original de la escuela fue derribado y ahora es el sitio de un estacionamiento.
Desde de trasladar del centro de la ciudad, San Javier ha extendido sus instalaciones drásticamente. En 1969, la escuela añade un natatorio que contiene una piscina de tamaño Olímpico. La capilla de San Javier se reemplaza por el Xavier Hall, una espacio multiuso, en 1986. En 1998, un proyecto de expansión que costó 12,6 millones de dólares trasladó las clases de ciencia del sótano a un ala nuevo de tres pisos y añade la Capilla de los Compañeros de Jesús (Holy Companions Chapel) y un gimnasio para los deportes intramurales. Durante el año escolar 2003–04, San Javier restaura el estadio de fútbol americano acerca del Campo Ballaban, construido en los años 1960. Junto con el estadio, la escuela abre un teatro de 500 asientos, y también un teatro de caja negra, los estudios de arte, y los cuartos de música renovados. Un campo de atletismo nuevo reemplaza el circuito que circundaba el Campo Ballaban. San Javier también convirtió el antiguo sitio de Girls' Town of America a través de la calle en el "Campus del Sur", que incluye los campos nuevos de béisbol y fútbol.

## Antiguos alumnos destacados

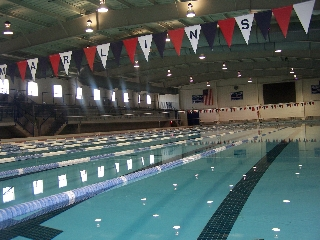
Muchos nadadores famosos han usado el Keating Natatorium, el hogar de los "Aguabombarderos" de San Javier (St. Xavier Aquabombers) y los Marlines de Cincinnati (Cincinnati Marlins).

Artes y literatura:
- Kevin Allison (1988) – actor de comedia
- Matt Berninger (1989) – miembro de banda de indie rock The National
- Andy Blankenbuehler (1988) – bailador y coreógrafo de Broadway
- John Diehl (1968) – actor en Miami Vice y Parque Jurásico III[12]
- Joey Kern (1995[13]) – actor en Cabin Fever (2002), Grind (2003), y Super Troopers
- David Quammen (1966) – autor[14]

Atletismo:
- Bob Arnzen (1965) – jugador de baloncesto y béisbol[15]
- Jayme Cramer (2001) – medallista de plata en natación en el Campeonato Mundial de Natación en Piscina Corta de 2006[16]
- Joe Hudepohl (1992) – medallista de oro en los Juegos Olímpicos de Barcelona 1992 y Atlanta 1996; plusmarquista mundial en natación[15]
- Charles Keating III – nadador en los Juegos Olímpicos de Montreal 1976
- Luke Kuechly (2009) – jugador profesional de fútbol americano professional, Carolina Panthers
- Mike Mathis – árbitro de baloncesto profesional
- Pat Todd (1998) – semifinalista en remo en los Juegos Olímpicos de Atenas 2004[17] y Pekín 2008[18]
- Charles Wolf (1944) – entrenador de baloncesto profesional[15]

Política:
- Jim Bunning (1949) – senador republicano representando Kentucky; jugador de béisbol en la Salón de la Fama[15]
- John J. Gilligan (1939[19]) – gobernador demócrata de Ohio; padre de Kathleen Sebelius, gobernadora demócrata de Kansas
- Charles H. Keating Jr. (1941) – activista conservativo declarado culpable de fraude en el escándalo Keating Five de 1989[20]
- Bill Kraus (1965) – activista a favor de los derechos de los homosexuales y contra el sida[21]
- Brad Wenstrup (1976) – representante federal republicano representando Ohio

Religión:
- Muy Rev. Henry K. Moeller (c. 1868) – Arzobispo de Cincinnati

Beneficiarios de los diplomas honoris causa:
- Nick Clooney (1952) – periodista, presentador de noticias y programas de juegos, y político[22]